# جون لونغ
جون لونغ (بالإنجليزية: John Long)‏ هو سياسي أمريكي، ولد في 26 فبراير 1785 في مقاطعة لودون في الولايات المتحدة، وتوفي في 11 أغسطس 1857 في كارولاينا الشمالية في الولايات المتحدة. انتخب عضو مجلس النواب الأمريكي.